# تپه سه راهی راژان
تپه سه راهی راژان مربوط به سدهٔ ۸–۶ ه.ق است و در شهرستان ارومیه، بخش سیلوانه، دهستان دشت، روستای راژان واقع شده و این اثر در تاریخ ۲۵ آبان ۱۳۸۷ با شمارهٔ ثبت ۲۳۵۴۷ به‌عنوان یکی از آثار ملی ایران به ثبت رسیده است.